# Rik Reinerink
Rik Reinerink, né le 21 mai 1973 à Harbrinkhoek, est un coureur cycliste néerlandais, professionnel de 1999 à 2006.

## Biographie
Rik Reinerink naît le 21 mai 1973 à Harbrinkhoek aux Pays-Bas.

## Palmarès

### Coureur amateur
- 1990
  - 3e étape des Trois Jours d'Axel
  - Acht van Bladel
  - 3e du championnat des Pays-Bas sur route juniors
- 1991
  - 3e du Giro della Lunigiana
  - 3e du Trofeo Emilio Paganessi
  - 4e du championnat du monde sur route juniors
- 1992
  - 1re étape du Tour d'Autriche
  - 3e du Ronde van Oud-Vossemeer
- 1994
  - Gand-Wervik
  - 2e du Tour de Drenthe
  - 3e du Tour du Limbourg
- 1995
  - 8e étape du Tour de Nouvelle-Zélande
  - 3e du championnat des Pays-Bas sur route espoirs
- 1996
  - Ronde van Zuid-Holland
  - 10e étape de l'Olympia's Tour
  - 3e du Mémorial Denis Manette

### Coureur professionnel
| - 1999 - Étoile de Zwolle - 2e étape de l'Olympia's Tour - 3e du Tour d'Overijssel - 2000 - 4e étape du Prueba Challenge Costa-Brava Lloret de Mar - 2e de l'Étoile de Zwolle - 2001 - 2e du Grand Prix Raf Jonckheere - 2002 - Grand Prix Frans Melckenbeeck - 6e étape du Ster Elektrotoer - 2e du Circuit de Campine - 3e du Grand Prix d'Aarhus | - 2003 - 5e étape du Tour des Pays-Bas - 3e du Grand Prix de la ville de Vilvorde - 3e du Ster Elektrotoer - 2004 - Tour du Nord des Pays-Bas - 3e de l'Étoile de Zwolle - 2005 - 3e du Tour de Rijke - 2006 - 2e du Grand Prix Herning |  |

## Classements mondiaux
| Année           | 2005 | 2006 |
| --------------- | ---- | ---- |
| UCI Europe Tour | 262e | 312e |